# Fabien Delahaye
Pour les articles homonymes, voir Delahaye (homonymie).
Fabien Delahaye, né le 7 juillet 1984 à Rouen, est un navigateur et skipper français.

## Biographie
Né à Rouen, Fabien Delahaye commence la voile à Ouistreham sur dériveurs Optimist puis 420 et 470. Il y intègre l’équipe de France de Voile (Jeune) et participe aux championnats d’Europe et du Monde. Il poursuit la régate, en même temps que ses études supérieures, sur monotype Figaro Bénéteau et fin 2011, il est sélectionné comme Skipper Macif.
En 2013, Delahaye reçoit, du président du jury Didier Decoin, le Prix IFM Avenir. En 2015, il intègre l'équipe de Jean-Pierre Dick sur l'Imoca StMichel-Virbac, à Lorient. Fabien participe avec le skipper niçois à la Transat Jacques-Vabre 2015 mais les deux navigateurs sont obligés d'abandonner la course au bout de cinq jours à la suite d'un problème structurel du bateau.

## Palmarès
- 2025 sur le Class40 Legallais (#199) :
  - vainqueur des Sables – Horta avec Pierre Leboucher (étape 1, étape 2 en solo) en 10 j 11 h 2 min 33 s
  - 3e de la CIC Normandy Channel Race avec Pierre Leboucher en 4 j 8 h 2 min 25 s
- 2024 sur le Class40 Legallais (#199) :
  - vainqueur de la CIC Normandy Channel Race avec Benjamin Schwartz en 4 j 21 h 17 min 28 s[3]
  - 2e de la Transat Québec-Saint-Malo avec Corentin Douguet et Benjamin Schwartz en 14 j 19 h 36 min 14 s
  - 3e de la Transat CIC en 11 j 21 h 28 min 56 s
  - 2e du Championnat circuit Class40

- 2023 :
  - 6e de La 40 Malouine LAMOTTE avec Corentin Douguet sur le Class40 Legallais (#199), en 20 h 55 min 6 s
  - 8e des Sables – Horta avec Corentin Douguet et Erwann Le Mené sur le Class40 Legallais (#190), en 10 j 2 h 54 min 26 s
  - 3e de la CIC Normandy Channel race avec Corentin Douguet sur le Class40 Legallais (#190), en 4 j 16 h 11 min 33 s

- 2022 : 10e de la CIC Normandy Channel race avec Pierre Casenave-Péré sur le Class40 Legallais (#145), en 4 j 22 h 50 min 40 s

- 2021 :
  - 9e de la Rolex Fastnet Race avec Isabelle Joschke sur l'IMOCA MACSF, en 3 j 0 h 26 min 25 s[4]
  - 12e de la Transat Jacques-Vabre 2021 avec Isabelle Joschke sur l'IMOCA MACSF , en 21 j 11 h 04 min et 33 s[5]
- 2019 :
  - 2e de la Transat Jacques Vabre avec Sam Goodchild sur le Class40 Leyton, en 18 j 0 h 43 min 11 s
  - 4e du Tour de Bretagne à la Voile avec Benjamin Schwartz sur Loubsol

- 2018 : 3e de la CIC Normandy Channel race avec Aymeric Chappellier sur le Class40 Aina Enfance et avenir (#151), en 6 j 0 h 55 min 19 s

- 2016 : 4e de la Transat Québec-Saint-Malo en équipage sur le Class40 Solidaires en Peloton - ARSEP (#137), en 12 j 0 h 17 min 28 s

- 2014 : 2e de la Transat AG2R avec Yoann Richomme sur Skipper Macif[6]
- 2013 :
  - vainqueur de la Transat Jacques-Vabre avec Sébastien Rogues sur le  Class40 GDF Suez, en 20 j 21 h 41 min 25 s
  - 3e au championnat de France Élite de course au large en solitaire
  - vainqueur du Tour de Bretagne à la voile
  - 12e de la Solitaire du Figaro
  - 3e de la Transat Bretagne-Martinique
- 2012 :
  - champion de France de course au large en équipage
  - vainqueur Normandy Sailing Week (M34)
  - vainqueur du Tour de France à la voile
  - 4e de la Transat AG2R avec Paul Meilhat sur Skipper Macif
- 2011 :
  - champion de France de course au large en solitaire
  - 2e de la Solitaire du Figaro
- 2010 :
  - 3e WOW Cap Istanbul
  - vainqueur de la Transat AG2R avec Armel Le Cléac'h sur Brit Air[7]
- 2008 : vainqueur du Grand Prix de l'école Navale (Open 7,5)
- 2007 : vainqueur de la Transgascogne
- 2004 : vainqueur en Farr52 de la Commodore’s Cup, du Red Funnel Easter Challenge, du Round the island et du IRC national